# Campeonato Panamericano Junior de Hockey Sobre Césped Femenino de 2012
El Campeonato Panamericano Junior de Hockey Sobre Césped Femenino de 2012 fue la séptima edición del torneo continental para menores de 21 años. Se disputó entre el 10 y el 22 de septiembre en Guadalajara, México.
México se convirtió en el primer país en organizar dos veces seguidas un Panamericano Junior Femenino, luego del realizado en 2008.
El torneo sirvió como clasificatorio para la Copa Mundial Junior a realizarse en Mönchengladbach, Alemania.
Argentina obtuvo por sexta vez el título panamericano al vencer en la final a Canadá por 2-1.

## Árbitras
Las siguientes árbitras fueron designadas para dirigir este torneo:
| - Suárez Luciana - Villafañe Véronica - Simmons Emma - Robertson Megan - Cabargas Camila - Montesino Wenzel Catalina - Driscoll Mary | - Sutton Suzi - Castellanos Arely - Vásquez Escalante Ana - Marcano Lisa - McClean Ayanna - Coates Mercedes - árbitra neutral Church Amber |

## Primera fase

### Grupo A
| Equipo    | J | G | E | P | GF | GC | DIF | Pts |
| --------- | - | - | - | - | -- | -- | --- | --- |
| Argentina | 4 | 4 | 0 | 0 | 28 | 1  | +27 | 12  |
| Canadá    | 4 | 2 | 1 | 1 | 14 | 8  | +6  | 7   |
| Uruguay   | 4 | 2 | 1 | 1 | 12 | 6  | +6  | 7   |
| México    | 4 | 1 | 0 | 3 | 3  | 16 | -13 | 3   |
| Brasil    | 4 | 0 | 0 | 4 | 0  | 26 | -26 | 0   |

| 10 de septiembre de 2012 | Canadá | 7:0     | Brasil |                                             |                                             |
|                          |        | Reporte |        | Árbitra: Verónica Villafañe Mercedes Coates | Árbitra: Verónica Villafañe Mercedes Coates |

| 10 de septiembre de 2012 | México | 0:3     | Uruguay |                       |                       |
|                          |        | Reporte |         | Árbitra: Emma Simmons | Árbitra: Emma Simmons |

| 11 de septiembre de 2012 | Argentina | 10:0    | Brasil |                          |                          |
|                          |           | Reporte |        | Árbitra: Megan Robertson | Árbitra: Megan Robertson |

| 11 de septiembre de 2012 | Canadá | 2:2     | Uruguay |                                         |                                         |
|                          |        | Reporte |         | Árbitra: Amber Church Arely Castellanos | Árbitra: Amber Church Arely Castellanos |

| 12 de septiembre de 2012 | México | 0:8     | Argentina |                                          |                                          |
|                          |        | Reporte |           | Árbitra: Megan Robertson Camila Cabargas | Árbitra: Megan Robertson Camila Cabargas |

| 13 de septiembre de 2012 | Uruguay | 6:0     | Brasil |                            |                            |
|                          |         | Reporte |        | Árbitra: Arely Castellanos | Árbitra: Arely Castellanos |

| 14 de septiembre de 2012 | Canadá | 0:6     | Argentina |                                     |                                     |
|                          |        | Reporte |           | Árbitra: Ayanna McClean Suzi Sutton | Árbitra: Ayanna McClean Suzi Sutton |

| 14 de septiembre de 2012 | Brasil | 0:3     | México |                          |                          |
|                          |        | Reporte |        | Árbitra: Camila Cabargas | Árbitra: Camila Cabargas |

| 16 de septiembre de 2012 | Argentina | 4:1     | Uruguay |                                     |                                     |
|                          |           | Reporte |         | Árbitra: Ayanna McClean Suzi Sutton | Árbitra: Ayanna McClean Suzi Sutton |

| 16 de septiembre de 2012 | México | 0:5     | Canadá |                       |                       |
|                          |        | Reporte |        | Árbitra: Amber Church | Árbitra: Amber Church |

### Grupo B
| Equipo            | J | G | E | P | GF | GC | DIF | Pts |
| ----------------- | - | - | - | - | -- | -- | --- | --- |
| Chile             | 5 | 5 | 0 | 0 | 39 | 3  | +36 | 15  |
| Estados Unidos    | 5 | 4 | 0 | 1 | 35 | 3  | +32 | 12  |
| Venezuela         | 5 | 3 | 0 | 2 | 10 | 23 | -13 | 9   |
| Trinidad y Tobago | 5 | 1 | 0 | 4 | 10 | 23 | -23 | 3   |
| Paraguay          | 5 | 1 | 0 | 4 | 5  | 24 | -19 | 3   |
| Jamaica           | 5 | 1 | 0 | 4 | 2  | 25 | -23 | 3   |

| 10 de septiembre de 2012 | Estados Unidos | 9:0     | Venezuela |                                       |                                       |
|                          |                | Reporte |           | Árbitra: Amber Church Camila Cabargas | Árbitra: Amber Church Camila Cabargas |

| 10 de septiembre de 2012 | Chile | 9:0     | Paraguay |                      |                      |
|                          |       | Reporte |          | Árbitra: Suzi Sutton | Árbitra: Suzi Sutton |

| 11 de septiembre de 2012 | Trinidad y Tobago | 3:0     | Jamaica |                                     |                                     |
|                          |                   | Reporte |         | Árbitra: Mary Driscoll Emma Simmons | Árbitra: Mary Driscoll Emma Simmons |

| 11 de septiembre de 2012 | Estados Unidos | 8:0     | Paraguay |                                        |                                        |
|                          |                | Reporte |          | Árbitra: Luciana Suarez Ayanna McClean | Árbitra: Luciana Suarez Ayanna McClean |

| 12 de septiembre de 2012 | Chile | 10:0    | Jamaica |                                         |                                         |
|                          |       | Reporte |         | Árbitra: Luciana Suarez Mercedes Coates | Árbitra: Luciana Suarez Mercedes Coates |

| 12 de septiembre de 2012 | Venezuela | 3:2     | Trinidad y Tobago |                        |                        |
|                          |           | Reporte |                   | Árbitra: Mary Driscoll | Árbitra: Mary Driscoll |

| 13 de septiembre de 2012 | Venezuela | 1:11    | Chile |                                         |                                         |
|                          |           | Reporte |       | Árbitra: Verónica Villafañe Suzi Sutton | Árbitra: Verónica Villafañe Suzi Sutton |

| 14 de septiembre de 2012 | Jamaica | 2:0     | Paraguay |                                      |                                      |
|                          |         | Reporte |          | Árbitra: Luciana Suarez Emma Simmons | Árbitra: Luciana Suarez Emma Simmons |

| 14 de septiembre de 2012 | Trinidad y Tobago | 1:9     | Estados Unidos |  |  |
|                          |                   | Reporte |                |  |  |

| 15 de septiembre de 2012 | Jamaica | 0:4     | Venezuela |                        |                        |
|                          |         | Reporte |           | Árbitra: Mary Driscoll | Árbitra: Mary Driscoll |

| 15 de septiembre de 2012 | Chile | 2:1     | Estados Unidos |                                             |                                             |
|                          |       | Reporte |                | Árbitra: Verónica Villafañe Megan Robertson | Árbitra: Verónica Villafañe Megan Robertson |

| 16 de septiembre de 2012 | Paraguay | 4:3     | Trinidad y Tobago |                                            |                                            |
|                          |          | Reporte |                   | Árbitra: Camila Cabargas Arely Castellanos | Árbitra: Camila Cabargas Arely Castellanos |

| 17 de septiembre de 2012 | Estados Unidos | 8:0     | Jamaica |                                       |                                       |
|                          |                | Reporte |         | Árbitra: Emma Simmons Mercedes Coates | Árbitra: Emma Simmons Mercedes Coates |

| 17 de septiembre de 2012 | Paraguay | 1:2     | Venezuela |                         |                         |
|                          |          | Reporte |           | Árbitra: Luciana Suarez | Árbitra: Luciana Suarez |

| 17 de septiembre de 2012 | Trinidad y Tobago | 1:7     | Chile |                        |                        |
|                          |                   | Reporte |       | Árbitra: Mary Driscoll | Árbitra: Mary Driscoll |

## Segunda fase

#### Del 9.º al 11.º
| 18 de septiembre de 2012 | Brasil | 0:1 (t.e) | Paraguay |                                            |                                            |
|                          |        | Reporte   |          | Árbitra: Arely Castellanos Mercedes Coates | Árbitra: Arely Castellanos Mercedes Coates |

| 20 de septiembre de 2012 | Jamaica | 2:1 | Brasil |  |  |

#### Del 5.º al 8.º
| 18 de septiembre de 2012 | México | 2:3 (t.e) | Venezuela |  |  |

| 19 de septiembre de 2012 | Uruguay | 5:1 | Trinidad y Tobago |  |  |

#### Noveno puesto
| 21 de septiembre de 2012 | Paraguay | 3:0 | Jamaica |  |  |

#### Séptimo puesto
| 21 de septiembre de 2012 | México | 2:0 | Trinidad y Tobago |  |  |

#### Quinto puesto
| 21 de septiembre de 2012 | Venezuela | 0:9 | Uruguay |  |  |

#### Semifinales
| 19 de septiembre de 2012 | Canadá | 3:1     | Chile |                                            |                                            |
|                          |        | Reporte |       | Árbitra: Verónica Villafañe Ayanna McClean | Árbitra: Verónica Villafañe Ayanna McClean |

| 19 de septiembre de 2012 | Argentina | 6:0     | Estados Unidos |                                       |                                       |
|                          |           | Reporte |                | Árbitra: Amber Church Megan Robertson | Árbitra: Amber Church Megan Robertson |

#### Tercer puesto
| 22 de septiembre de 2012 | Chile | 1:2     | Estados Unidos |                                          |                                          |
|                          |       | Reporte |                | Árbitra: Amber Church Verónica Villafañe | Árbitra: Amber Church Verónica Villafañe |

#### Final
| 22 de septiembre de 2012 | Canadá | 1:2     | Argentina |                                     |                                     |
|                          |        | Reporte |           | Árbitra: Suzi Sutton Ayanna McClean | Árbitra: Suzi Sutton Ayanna McClean |

| Bandera de Argentina |
| Campeón Argentina    |
| Sexto título         |

## Posiciones finales
| Posición | Equipo            |
| -------- | ----------------- |
| 1        | Argentina         |
| 2        | Canadá            |
| 3        | Estados Unidos    |
| 4        | Chile             |
| 5        | Uruguay           |
| 6        | Venezuela         |
| 7        | México            |
| 8        | Trinidad y Tobago |
| 9        | Paraguay          |
| 10       | Jamaica           |
| 11       | Brasil            |